# Martin Mrva
Martin Mrva (nascut el 12 de desembre de 1971) és un jugador d'escacs eslovac, que té el títol de Gran Mestre des de 2005. Va aconseguir la seva màxima qualificació Elo el 2005, amb 2512 punts.
Va guanyar el campionat d'Eslovàquia el 1989. Fou subcampió d'estudiants el 1992 a Odese. Al torneig zonal de Budapest 2000 hi va ocupar el cinquè lloc. També va guanyar els tornejos de Gran Mestre de Budapest 1993, i Piešťany 2004.
És autor del CD Učim sa hrať šach (Aprenc a jugar als escacs) i editor dels portals c7c5.com i www.64.sk.